# Bosque nacional Stanislaus
El bosque Nacional Stanislaus es un bosque de los Estados Unidos y cuenta con 898 099 acres (3634 km²), en cuatro provincias de la Sierra Nevada de California del Norte. Se estableció el 22 de febrero de 1897, convirtiéndose en uno de los bosques nacionales más antiguos.

## Recreación
La proximidad del Bosque Nacional Stanislaus a la Bahía de San Francisco hace que sea un destino de recreación popular. Las impresionantes formaciones volcánicas y granitos en el desierto van acompañadas por el pastoreo pesado de ganado vacuno. Otros hermosos ríos que fluyen del bosque incluyen el río Clavey, el río Stanislaus, Merced y el río a lo largo de la frontera sur. Dos estaciones de esquí llamadas Dodge Ridge y Valle del Oso operan con un permiso de uso especial. La sede del bosque se encuentra en Sonora, California.